# داوید کارمو
داوید موتا ویگا تیشیرا کارمو (پرتغالی: David Mota Veiga Teixeira Carmo؛ زادهٔ ۱۹ ژوئیهٔ ۱۹۹۹) بازیکن فوتبال اهل پرتغال است.